# Харчевня (Волховский район)
Харче́вня — деревня в Кисельнинском сельском поселении Волховского района Ленинградской области.

## История
На карте Санкт-Петербургской губернии Ф. Ф. Шуберта 1834 года на месте современной деревни упоминается харчевня.
На карте профессора С. С. Куторги 1852 года отмечена деревня Харчевня.

ЧЕРНОВСКИЕ — харчевни владельческие при колодцах, число дворов — 10, число жителей: 20 м. п., 20 ж. п. (1862 год)

В конце XIX века харчевни административно относились к Гавсарской волости 1-го стана Новоладожского уезда Санкт-Петербургской губернии, в начале XX века — 4-го стана.
По данным «Памятной книжки Санкт-Петербургской губернии» за 1905 год деревня Харчевня входила в Лавнийское сельское общество.
Согласно военно-топографической карте Петроградской и Новгородской губерний издания 1915 года на месте современной деревни Харчевня находились харчевни.
С 1917 по 1923 год деревня под названием Лавнийские Харчевни входила в состав Лавнийского сельсовета Гавсарской волости Новоладожского уезда.
С 1923 года в составе Октябрьской волости Волховского уезда.
С 1924 года в составе Черноушевского сельсовета.
Согласно данным переписи населения СССР 1926 года в деревне Черновские Харчевни проживали 83 человека — все русские.
С 1927 года в составе Волховского района. Название деревни, согласно областным административным данным, меняется на Черновские Харчевни.
В 1928 году население деревни Черновские Харчевни составляло 100 человек.
По данным 1933 года деревня называлась Харчевни и входила в состав Черноушевского сельсовета Волховского района.
С 1939 года деревня называется Харчевня.

План деревни Харчевня. 1941 год

Согласно топографической карте РККА 1941 года деревня насчитывала 12 дворов.
С 1946 года в составе Новоладожского района.
С 1962 года вновь в составе Волховского района.
По данным 1966 года деревня Харчевня также входила в состав Черноушевского сельсовета Волховского района.
По данным 1973 и 1990 годов деревня Харчевня входила в состав Чаплинского сельсовета Волховского района.
В 1997 году в деревне Харчевня Кисельнинской волости проживал 1 человек, в 2002 году — постоянного населения не было.
В 2007 году в деревне Харчевня Кисельнинского СП проживали 5 человек.

## География
Деревня расположена в северо-западной части района на автодороге 41К-371 (Новая Ладога — Черноушево — Лавния).
Расстояние до административного центра поселения — 20 км.
Деревня находится на южном берегу болота Харчевенский Мох. К югу от деревни находится болото Сюрьевский Мох.

## Демография
| 2007 | 2010 | 2017 |
| ---- | ---- | ---- |
| 5    | ↘0   | ↗5   |

Согласно данным Всероссийской переписи населения 2021 года в деревне постоянного населения не было.